# 陳振
陳振（1449年—？），字時起，浙江寧波府鄞縣人，民籍，明朝政治人物。

## 生平
浙江鄉試第六十五名舉人。成化十七年（1481年）中式辛丑科會試第二百八十七名，三甲第三十六名進士。

## 家族
曾祖陳仲良；祖父陳得；父陳叙仁，母謝氏。具慶下。